# آرتاوازد پلشیان
آرتاوازد آشوتی (آرتور) پلشیان (ارمنی: Արտավազդ (Արթուր) Փելեշյան) یک کارگردان فیلم و فیلم‌نامه‌نویس اهل ارمنستان است. وی در بین سال‌های ۱۹۶۴–۱۹۹۴ فعالیت داشت

## زندگی‌نامه
وی آموزش‌های سینمایی خود را در میانه سال‌های ۱۹۶۳ تا ۱۹۶۸ در مرکز فیلم‌سازی VGIK (کانون فدرال سینمای دولتی شوروی) در مسکو گذراند.

## جوایز
- نشان افتخار جمهوری ارمنستان